# Стогово
Стогово (мак. Стогово) — гірський масив у західній частині Республіки Македонія. Його найвища вершина — гора Голем-Рід (2273 м). Інші вершини: Бабин-Сирт (2241 м), Стогово (2218 м), Канеш (2216) і ще 7 піків, заввишки понад 2000 м над рівнем моря. Гори розташовані між долинами річок Чорний Дрин на заході і Сатеска на сході. На півночі хребет межує з горами Бистра-Планіна. На півдні гори Стогово через сідловину з'єднуються з хребтом Караорман, утворюючи єдиний масив площею 522 кв. км.
Стогово є молодим гірським хребтом, він утворився в період альпійської складчастості. У період плейстоцену гори були порушені заледенінням, і тепер там присутні льодовикові форми рельєфу: цирки, льодовикові долини та морени. У цирку знаходяться три льодовикові озера: Верхнє, Нижнє і озеро Маруша. В горах Стогово розвинені залізні руди, що датуються ордовиком.
Рослинність у горах росте поясами: біля підніжжя — ростуть листяні ліси, переважно дубові і букові, вище їх змінюють гірські ліси, а біля самих вершин знаходяться альпійські луки, які використовуються як пасовища. У 2012 на східних схилах гір Стогово були виявлені балканські рисі — підвид звичайної рисі, що зникає.
До гір Стогово можна легко дістатися на автобусі, який вирушає зі столиці Республіки Македонія Скоп'є в місто Дебар, в місце під назвою «Бошків міст». Природа в цьому регіоні збереглася практично недоторканою, оскільки гори знаходяться далеко від великих населених пунктів країни і їх не часто відвідують альпіністи.